# Igors Kozlovs
Igors Kozlovs (Sigulda, 26 marzo 1987) è un calciatore lettone, centrocampista del Beitar.

## Carriera
Ha giocato nella prima divisione dei campionati lettone e lituano.

## Palmarès

### Club

#### Competizioni nazionali
- Campionato lettone: 1

Skonto: 2010
- Ziemas Kauss: 2

Skonto: 2015
RFS Riga: 2017